# Phyllodrepa salicis
Phyllodrepa salicis är en skalbaggsart som först beskrevs av Leonard Gyllenhaal 1810.  Phyllodrepa salicis ingår i släktet Phyllodrepa, och familjen kortvingar. Enligt den svenska rödlistan är arten sårbar i Sverige. Arten förekommer på Öland och Svealand. Arten har tidigare förekommit i Götaland och Gotland men är numera lokalt utdöd. Artens livsmiljö är skogslandskap, jordbrukslandskap, stadsmiljö.